# Polacy na Dolnym Śląsku do 1945 roku

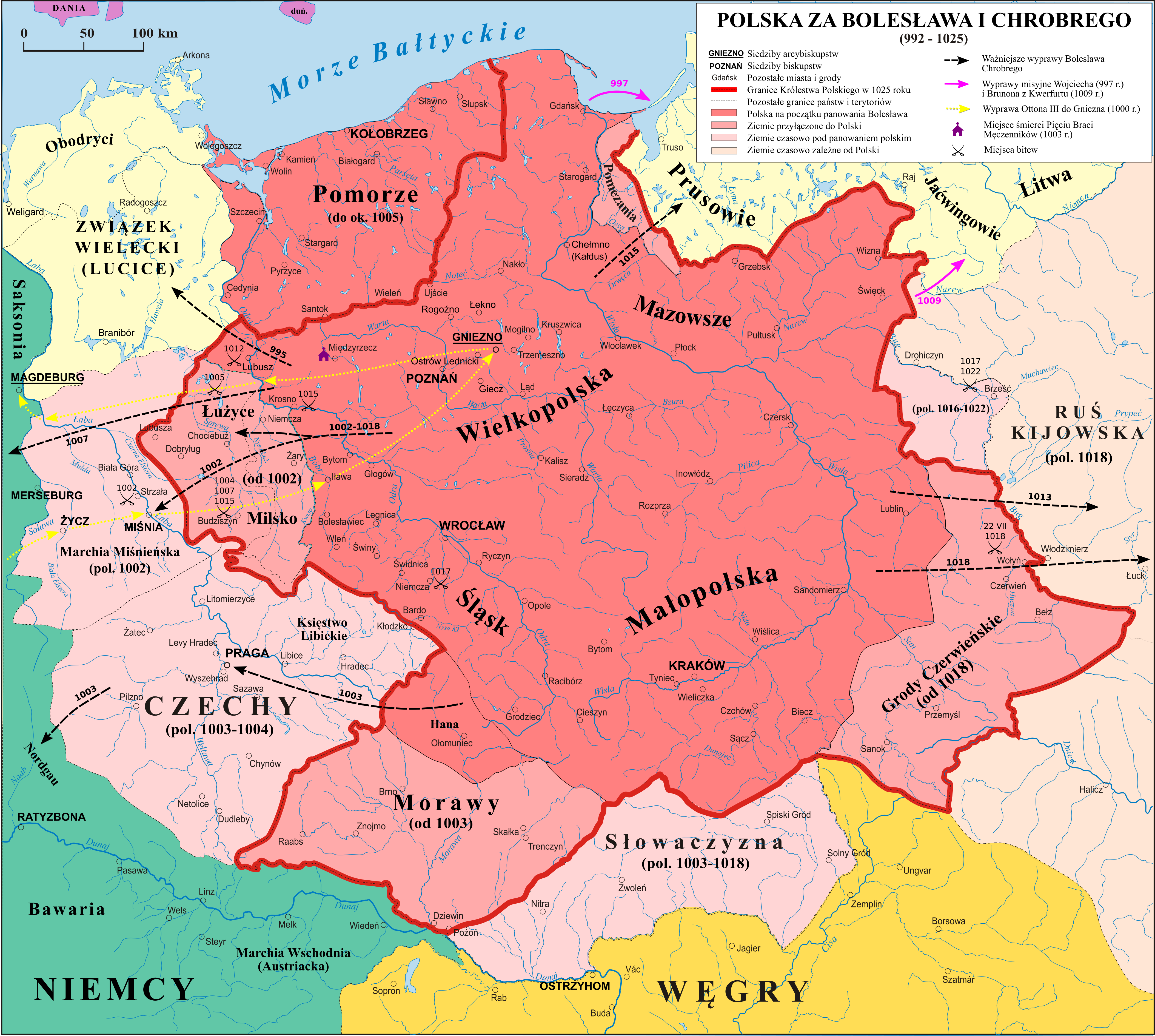
Pomorze oraz Śląsk w granicach państwa polskiego 992–1025

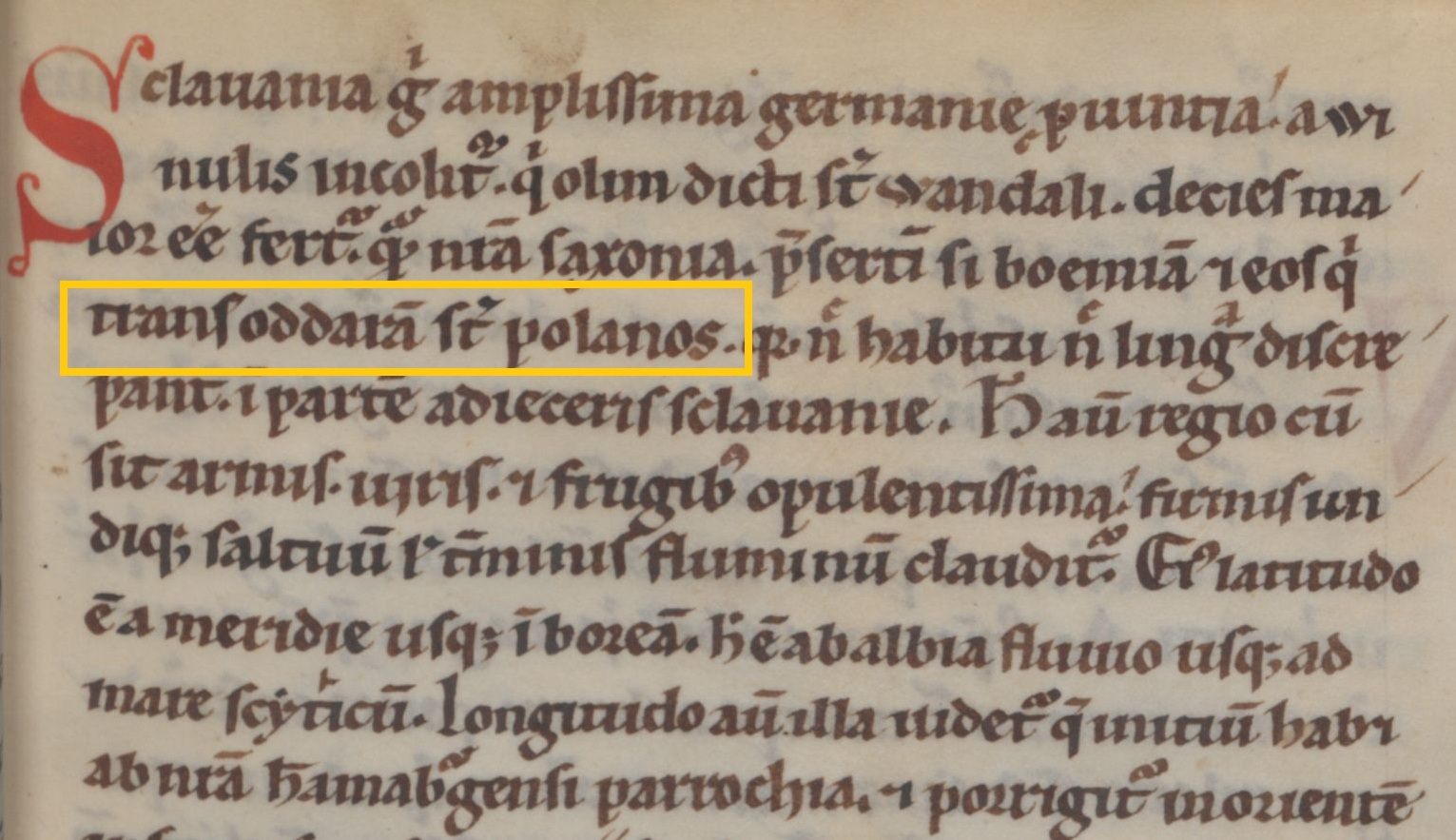
Fragment „Gesta Hammaburgensis ecclesiae pontificum” z 1072 roku autorstwa Adama z Bremy wymieniający Polan żyjących wzdłuż Odry „trans Oddaram sunt Polanos”

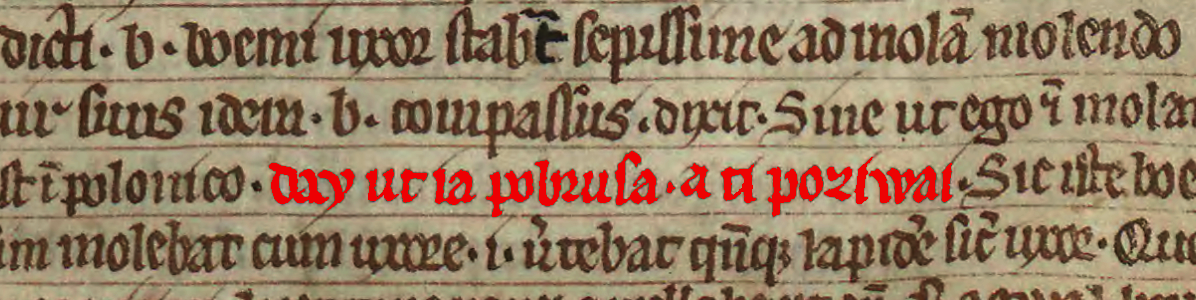
Najstarsze zdanie zapisane w języku polskim w Księdze henrykowskiej z 1270 roku w dolnośląskim Henrykowie

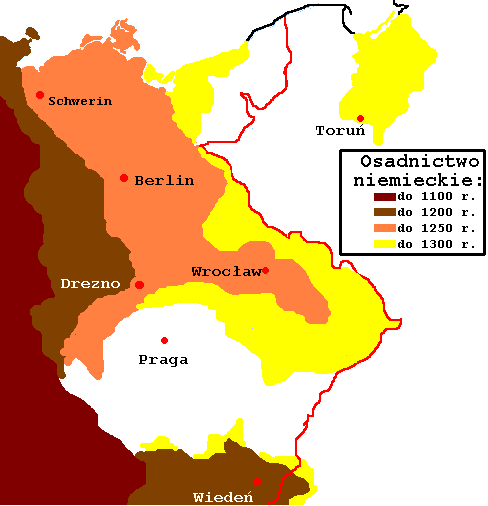
Niemieckie osadnictwo na wschodzie w średniowieczu, w tym na Śląsku

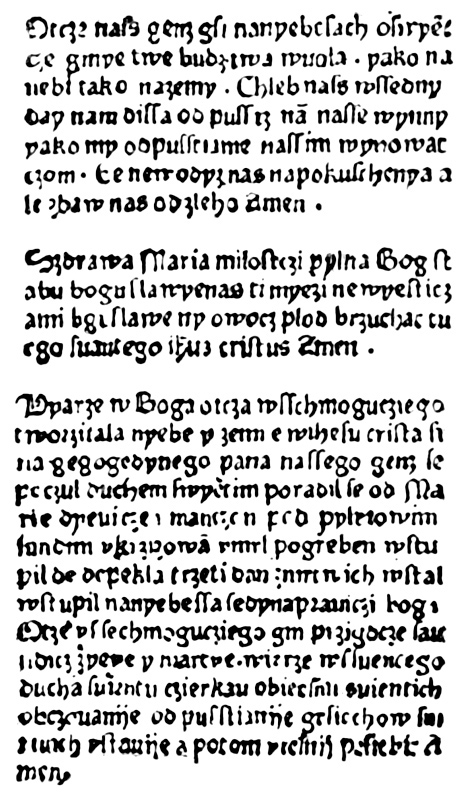
Statuta synodalia episcoporum Wratislaviensium, najstarszy druk w języku polskim wydany w 1475 roku we Wrocławiu przez Kaspra Elyana

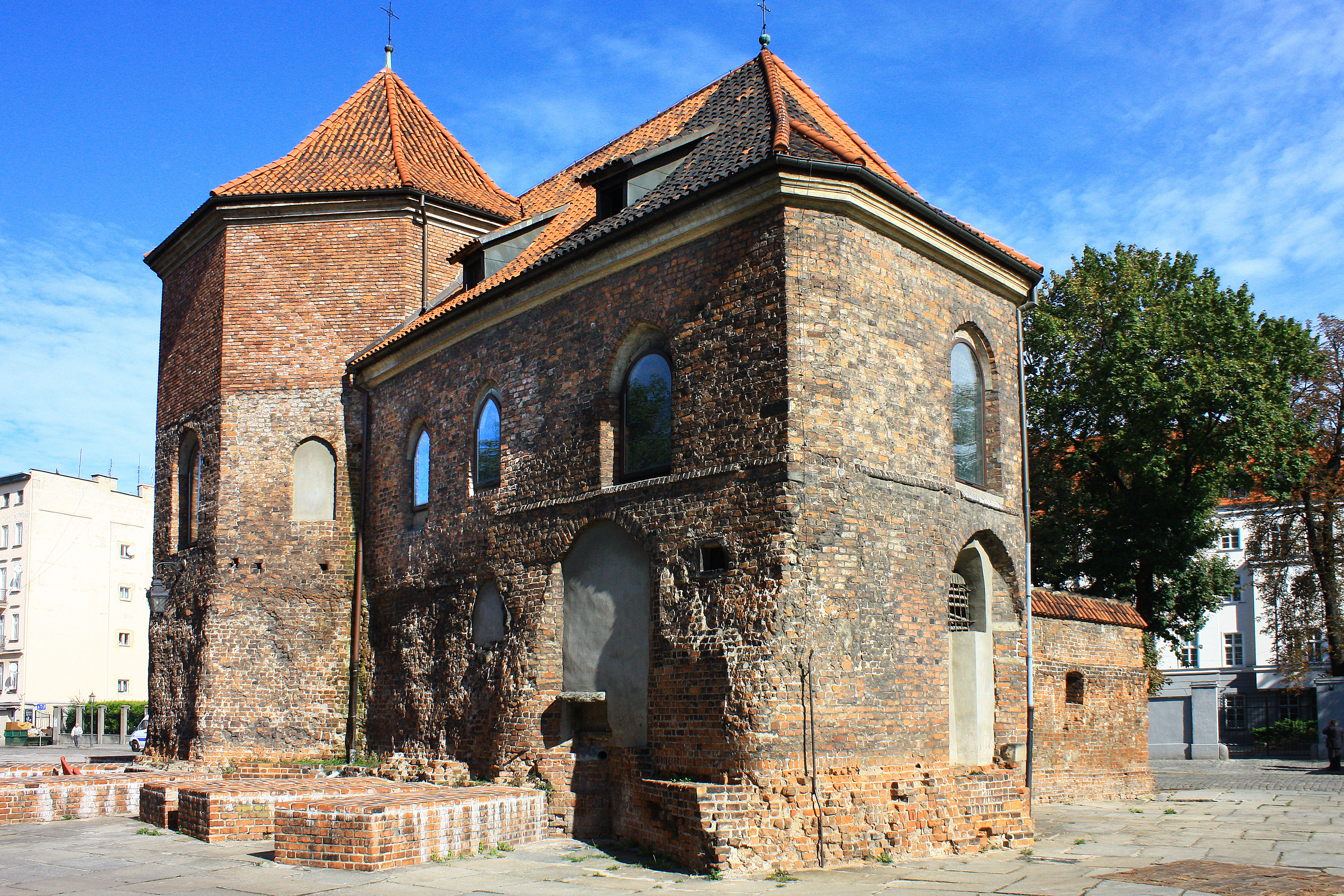
Kościół św. Marcina we Wrocławiu przeznaczony dla mniejszości polskiej w latach 1921–1939

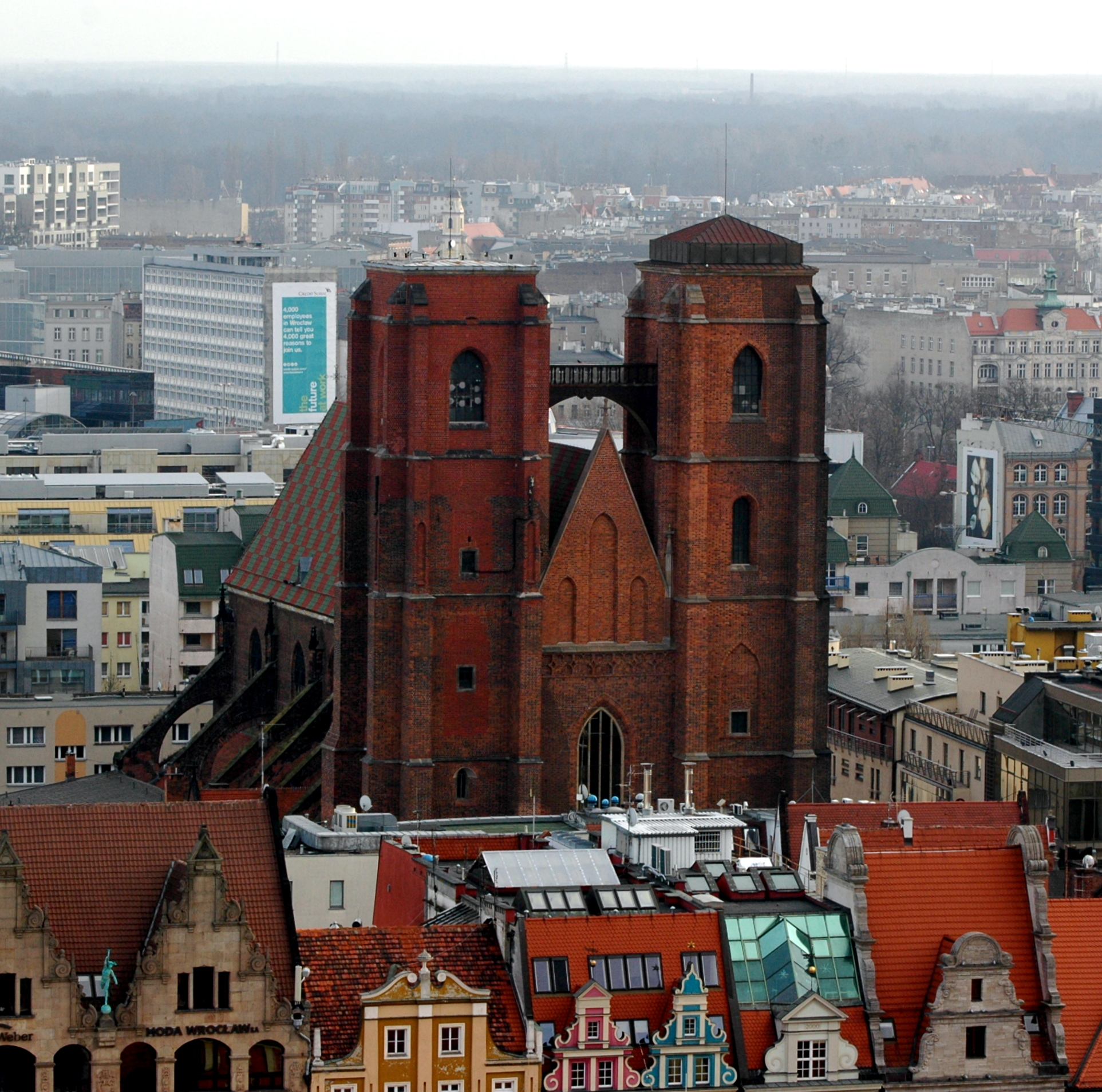
Kościół św. Marii Magdaleny we Wrocławiu

Polacy na Dolnym Śląsku – społeczność polska zamieszkująca tereny Dolnego Śląska w okresie przed przyłączeniem do Polski w 1945 roku tzw. Ziem Odzyskanych.

## Historia
W okresie przedpaństwowym tereny Dolnego Śląska od co najmniej VI wieku zamieszkiwały plemiona słowiańskie należące do grupy Słowian zachodnich. Pod koniec X wieku Śląsk dostał się pod wpływy państwa Polan rządzonego przez Mieszka I. Od końca X wieku Wrocław znajdował się pod panowaniem Piastów i był jedną z głównych siedzib królestwa (łac. sedes regni principalis). W średniowiecznej Kronice Polskiej Galla Anonima spisanej w latach 1112–1116 Wrocław obok Krakowa oraz Sandomierza zaliczony został do jednej z trzech głównych stolic Królestwa Polskiego.
„Boleslaus vero, in Wratislaw, et in Cracovia, et in Sandomir, sedes regni principales obtinuat.” – Gall Anonim (1112–1116)
Na terenie Dolnego Śląska padły również pierwsze zdania, które zapisano w języku polskim. Jest to zanotowane w 1270 roku w Księdze henrykowskiej zdanie: „Daj, ać ja pobruszę, a ty poczywaj!”. oraz tzw. zdania legnickie, które miały zostać wypowiedziane w czasie bitwy pod Legnicą .
„(...) żona tego Bogwała Czecha stała bardzo często przy żarnach mieląc. Litując się nad nią mąż jej Bogwał mówił: „Sine, ut ego etiam molam” – to jest po polsku: „Daj, ać ja pobruszę, a ty poczywaj!” Tak ów Czech na zmianę mełł z żoną i często obracał kamień tak jak żona.” – Księga henrykowska (1270)
Na przełomie XII i XIII w. książęta śląscy zaczęli sprowadzać osadników z zachodniej Europy, głównie państw niemieckich wchodzących w skład Świętego Cesarstwa Rzymskiego, co doprowadziło do stopniowej germanizacji regionu, począwszy od miast. Osadnictwo wiązało się z intensywnym zagospodarowaniem gruntów i kilkukrotnym zwiększeniem liczebności ludności Śląska. Na stulecia XII i XIII przypada okres znacznego ożywienia kulturalnego na Śląsku, spowodowanego rozwojem demograficznym. Stworzono gęstą sieć kancelarii i skryptoriów książęcych i klasztornych, co sprzyjało tworzeniu piśmiennictwa łacińskiego i a czasem polskiego. W pierwszej połowie XIII wieku nastąpiła lokacja Wrocławia na prawie magdeburskim. Miasto stało się wówczas wielonarodowościowe. Mieszkali w nim głównie Polacy, Niemcy oraz Żydzi.
Zgodnie z postanowieniami synodalnymi z 1257 r. od śląskiego duchowieństwa wymagano znajomości języka polskiego.

### Wiek XIV–XVI – panowanie czeskie

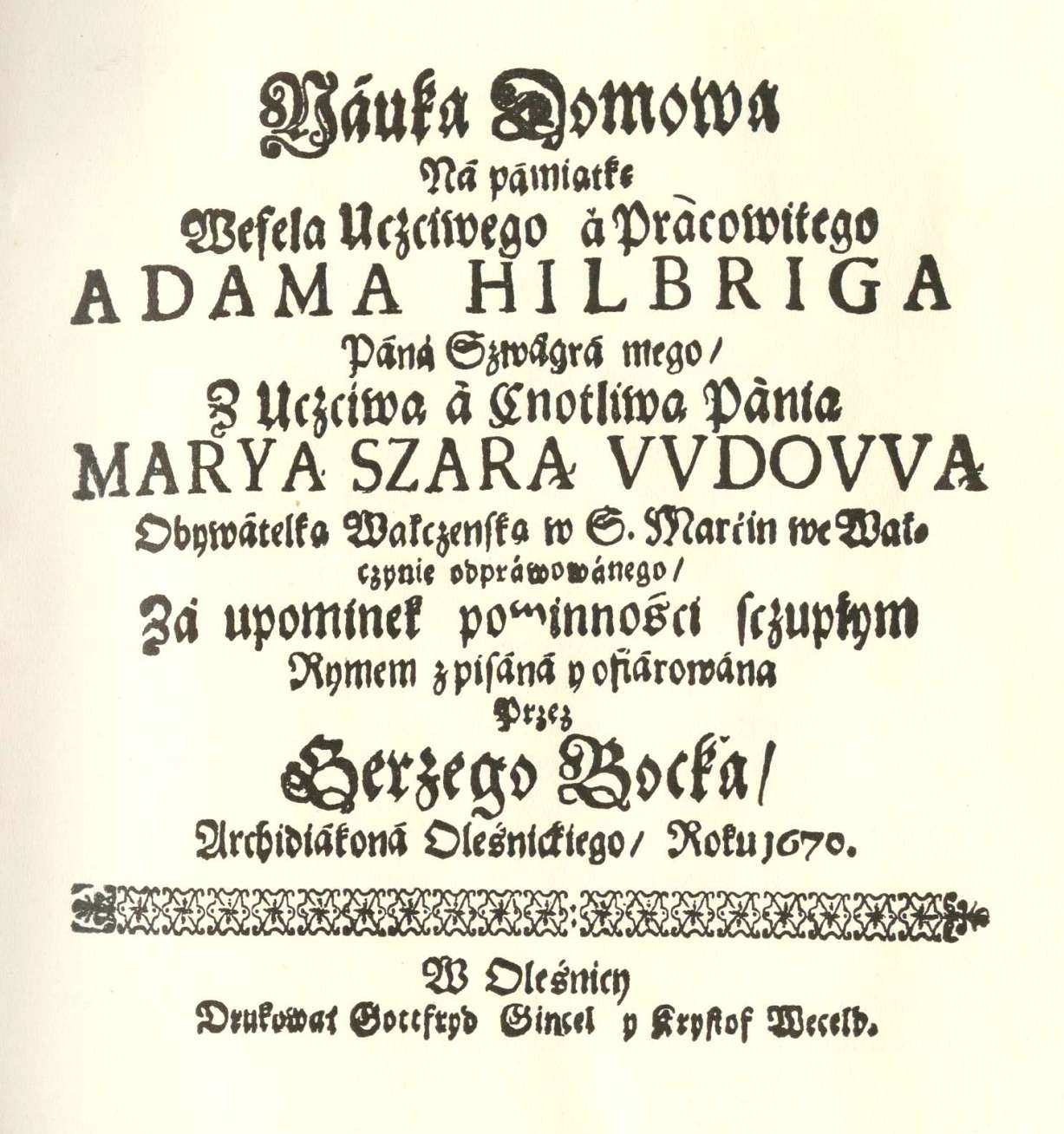
Nauka domowa Jerzego Bocka wydana w Oleśnicy w 1670 roku

Germanizacji sprzyjało podporządkowanie się śląskich książąt królom czeskim w połowie XIV w., w tym zmiana języka urzędowego z łaciny na niemiecki w połowie XIV wieku, bowiem do 1324 roku język niemiecki nie pojawiał się w korespondencji miasta Wrocławia. Podporządkowanie Śląska Czechom wiązało się także ze wzrostem znaczenia tego języka jako urzędowego.
W skryptorium w Kłodzku spisana została pierwsza część psałterza spisanego w trzech językach: po polsku, łacinie i niemiecku znanego jako Psałterz floriański (ukończonego w Krakowie).
W 1472 roku Jan Stanko napisał po łacinie we Wrocławiu słownik przyrodniczo-medyczny stanowiący kompendium ówczesnej wiedzy pt. „Antidotarium”. Zawarł w nim ok. 20 000 synonimów łacińskich, greckich i arabskich, wśród których znalazło się również ok. 2000 synonimów polskich i 800 niemieckich. Autor uznawany jest za prekursora polskiej terminologii przyrodniczej – w jego słowniku obok nazw łacińskich, po raz pierwszy widniały odpowiednie nazwy polskie takie jak: kruszec, ruda, ropa, krzemień i opoka.
Z Wrocławia pochodzi również najstarszy drukowany tekst w języku polskim, wydany w 1475 roku przez drukarza i kanonika katedralnego Kaspra Elyana zawarty w Statuta synodalia episcoporum Wratislaviensium (pol. Statuty synodalne biskupów wrocławskich). Zawierają one modlitwy w języku polskim i niemieckim, świadcząc o dwujęzyczności regionu wrocławskiego. Polszczyzna tego tekstu cechuje się znacznymi wpływami języka czeskiego. Jeremiasz Roter wydrukował w 1616 r. słownik polsko-niemiecki „Klucz do Polskiego y Niemieckiego Języka”, wyjaśniając we wstępie, że znajomość języka polskiego na Śląsku oraz w samym Wrocławiu była wówczas niezbędna m.in. dla wszystkich kupców.
Na koniec XV wieku przypadają również pierwsze administracyjne szykany wobec języka polskiego związane ze wzrostem wpływu w instytucjach kościelnych niemieckiego duchowieństwa katolickiego. Wrocławski biskup Jan Roth zaangażował się w zwalczanie języka polskiego na Dolnym Śląsku. W 1498 r. domagał się aby w kapitule wrocławskiej mówiono wyłącznie po niemiecku i aby nie dopuszczać do niej w przyszłości polskich księży. W 1495 roku zagroził wysiedleniem polskim chłopom z biskupiej wsi Wójcice koło Nysy, jeżeli w ciągu 5 lat nie nauczą się języka niemieckiego i nie przestaną mówić po polsku .
„Dotąd bowiem używają oni prawie wyłącznie obcej, polskiej mowy i dlatego nie mogą przedstawić swoich potrzeb i porozumiewać się z naszymi urzędnikami inaczej jak przez tłumaczy (...) Zarządził książęca łaskawość tymże wójciczanom, którzy mówią po polsku i dotychczas posługują się językiem polskim, ażeby w ciągu najbliższych 5. lat nauczyli się i używali niemieckiego, powstrzymywali się od polskiego i nie postępowali inaczej.” .
Ze Śląska wywodzili się działający w Krakowie drukarze epoki renesansu, jak Jan Haller, Florian Ungler i Hieronim Wietor, którzy unowocześnili średniowieczną polską ortografię, a także tłumacz, poeta i wydawca Franciszek Mymer, propagator języka polskiego oraz autor jednego z pierwszych drukowanych słowników polskich słownika łacińsko-niemiecko-polskiego z 1528 roku .
Bartłomiej Stein uznawany za pierwszego geografa Śląska w swoim opisie regionu zatytułowanym „Descriptio Totius Silesiae et Civitatis Regiae Vratislaviensis” (pol. Opis Całego Śląska i Królewskiego Miasta Wrocławia) wydanym we Wrocławiu w 1512 roku potwierdza autochtonizm polskich mieszkańców Dolnego Śląska oraz napływowy charakter mieszkającej we Wrocławiu ludności niemieckiej. Potwierdza również polski charakter nazw najważniejszych miast śląskich. Stein w swoim opisie za granicę językową pomiędzy językiem polskim a niemieckim ustala rzekę Odrę, która przedziela Wrocław na dwie części.
„Dwie nacje tak zwyczajami, jak i miejscem (zamieszkania) oddzielone tę (ziemię) zamieszkując, lepiej uprawną ku zachodowi i południu dzierżą Niemcy, nieuprawną i złą ku wschodowi i północy Polacy. Dzieli je najpewniejszą granicą rzeka Odra, po przyjęciu Nysy (Kłodzkiej), tak, że również miasta leżące z tej strony niemieckiego, a z tamtej polskiego języka częściej używają.” – Bartłomiej Stein (1477–1520).
Koniec średniowiecza wiązał się z kryzysem Kościoła katolickiego oraz wzrostem religijnych prądów reformatorskich w całej Europie. Na przełomie XV i XVI wieku popularność zyskiwały religie protestanckie. W 1526 roku władzę w Czechach wyznających w większości opozycyjny wobec katolicyzmu husytyzm objęli Habsburgowie, którzy byli katolikami. Doprowadziło to w następnym wieku do konfliktów na tle religijnym pomiędzy zwolennikami obu wyznań. Wiek XVI cieszył się jednak względną wolnością religijną i pokojowym współistnieniem wyznań w tej części Europy.
Reformacja wiązała się również ze wzrostem znaczenia języków narodowych w życiu publicznym, które stopniowo stawały się równouprawnione z łaciną oraz językiem niemieckim. Po jej nastaniu już w 1529 r. we wrocławskim kościele św. Marii Magdaleny rozpoczęto wygłaszać kazania po polsku. Również w XVI w. w kruchcie kościoła św. Elżbiety wyryto apel Urzędu Jałmużniczego o wspieranie biednych, sporządzony po hebrajsku, grecku, rosyjsku, arabsku, łacinie, włosku, francusku, angielsku, szwedzku, węgiersku, czesku, niemiecku i polsku.

### Wiek XVII–XVIII – panowanie habsburskie

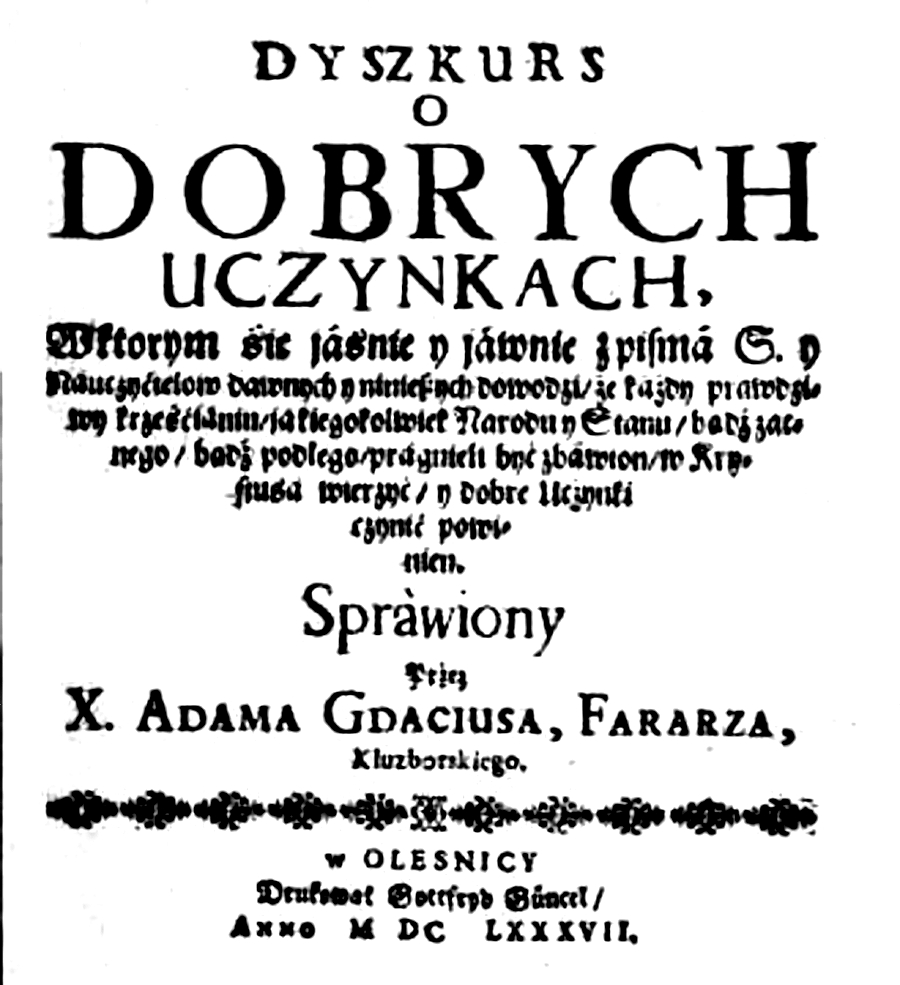
Książka Adama Gdacjusza „Dyszkurs o dobrych uczynkach”, wydana w Oleśnicy w roku 1687

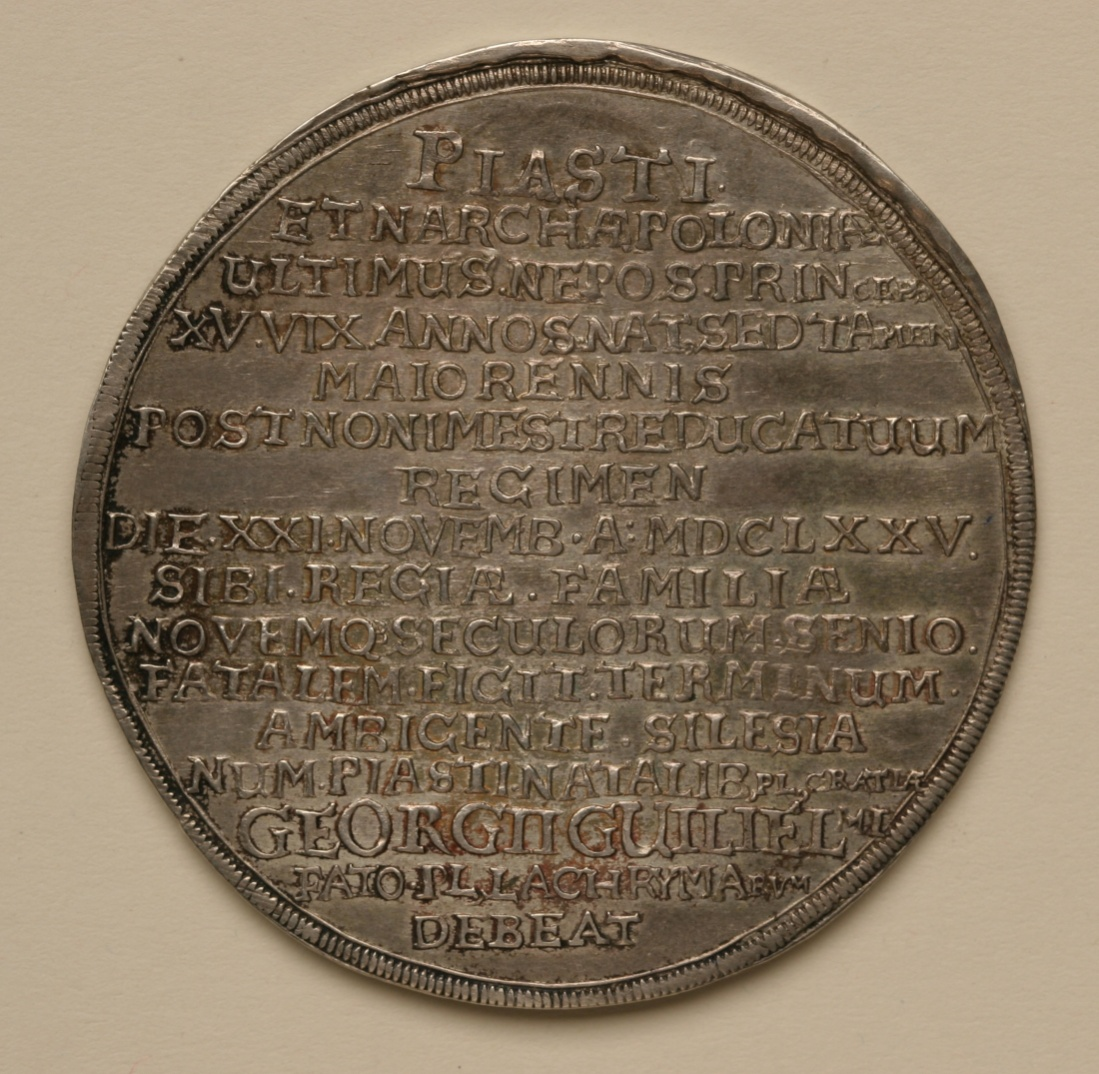
Rewers medalu pogrzebowego Jerzego Wilhelma legnickiego wybitego w 1675 roku w Legnicy z napisem PIASTI ET NARCHÆ POLONIÆ ULTIMUS NEPOS PRINceps („Ostatni potomek Piastów władców Polski”)

W 1620 roku Austriacy pokonali Czechów w bitwie na Białej Górze, po której całkowicie znieśli niezależność Królestwa Czech włączając je wraz z całym Śląskiem w granice monarchii habsburskiej. Śląsk (jako kraj Korony Czeskiej) stał się wówczas częścią Austrii i nazywany był Śląskiem austriackim – (niem. „Österreichisch Schlesien”). Po wygranej Habsburgowie przystąpili do zwalczania szlachty czeskiej rozpoczynając przymusową rekatolizację. Doprowadziło to do osłabienia wpływów języka czeskiego przejściowo powodując wzrost znaczenia polszczyzny, która częściej zaczęła się pojawiać w oficjalnych dokumentach sądowych, miejskich i cechowych. W 1666 r. dla dzieci z wrocławskich rodzin kupieckich otwarto Miejską Szkołę Polską.
W okresie wojny trzydziestoletniej ludność Śląska poniosła znaczne straty, były one jednak większe wśród ludności niemieckojęzycznej, co sprzyjało repolonizacji niektórych terenów, m.in. przez napływ osadników z ziem Rzeczypospolitej. Do obecności Polaków we Wrocławiu oraz wzajemnych kontaktów przyczyniały się także stosunki handlowe pomiędzy Śląskiem a Rzecząpospolitą Obojga Narodów. Wrocławski pastor Michał Kuschius napisał w swoim dwujęzycznym słowniku polsko-niemieckim „Wegweiser zur polnischer und deutschen Sprache (...) Przewodnik do języka polskiego(...)” wydanym w 1646 roku we Wrocławiu:
„Sąsiadujemy z Polakami i codziennie mamy z nimi, a oni z nami do czynienia, jak z naszymi najbliższymi i najdroższymi sąsiadami, jako z braćmi, którzy nie bardzo mogą się obejść bez nas, a my bez nich w handlu, w życiu codziennym, w kupnie i sprzedaży.”.
W XVIII wieku na Dolnym Śląsku publikowane były książki w języku polskim. Była to przeważnie literatura o tematyce religijnej, ponieważ w kościołach i protestanckich zborach polszczyzna była językiem liturgicznym. Po polsku wychodziły przekłady biblii, kancjonały, literatura obrzędowa oraz moralizatorska. W Oleśnicy swoje książki po polsku publikowali np. Adam Gdacjusz i Jerzy Bock. W 1673 roku w Brzegu został opublikowany po polsku Doskonały kancjonał polski przeznaczony dla śląskich Polaków.
Na Dolnym Śląsku wydano również wiele polskich oraz polsko-niemieckich elementarzy do nauki tych języków. Paweł Glodius opublikował trzykrotnie w 1605, 1607 i 1615 we Wrocławiu „Katechizm to jest summa wiary chrześcijąńskiej krótko po niemiecku i po polsku zebrana dla ćwiczenia młodych dziatek”. W latach 1666–1711 oficyna Baumana wydała kilkukrotnie „Elementarz Szkoły Wrocławskiej Polskiej...”. Polskie elementarze publikował również urodzony we Wrocławiu Stanisław Stawski: „Ksia̧zeczka do sylabizowania i czytania: dla polskiej klassy Gimnazyum S. Elzbiety we Wrocławiu” dwa wydania (1790) i (1794) oraz „Manualik do nauczenia się polskiego języka...” wydany we Wrocławiu, Jeleniej Górze oraz Lesznie w (1796). Elementarze języka polskiego ukazywały się także w Brzegu, Żaganiu i Oleśnicy. Publikował je m.in. na Dolnym Śląsku urodzony w Głogowie Johann Ignaz Felbiger.
W XVI i XVII w. zaczęły wymierać ostatnie linie książąt piastowskich panujących na Śląsku – ostatnią była linia brzesko-legnicka, której ostatnim przedstawicielem był Jerzy Wilhelm IV (zm. 1675). Książęta legnicko-brzescy utrzymywali bliskie związki z Polską, a książęta z tej linii znali i posługiwali się m.in. językiem polskim, choć język niemiecki był w ich przypadku podstawowym językiem komunikacji. Język polski znali m.in. Chrystian i jego syn Jerzy IV Wilhelm. W XVII w. śląscy pisarze wielokrotnie tworzyli dzieła poświęcone dynastii piastowskiej, prawdopodobnie przyczyniając się do stworzenia podstaw dla obecnego w Rzeczypospolitej mitu piastowskiego, m.in. Andreas Gryphius z Głogowa stworzył uważany za pierwszą niemiecką operę utwór muzyczny Piastus, opisujący legendarne początki państwa polskiego.

### Wiek XVIII–XIX – panowanie pruskie i niemieckie

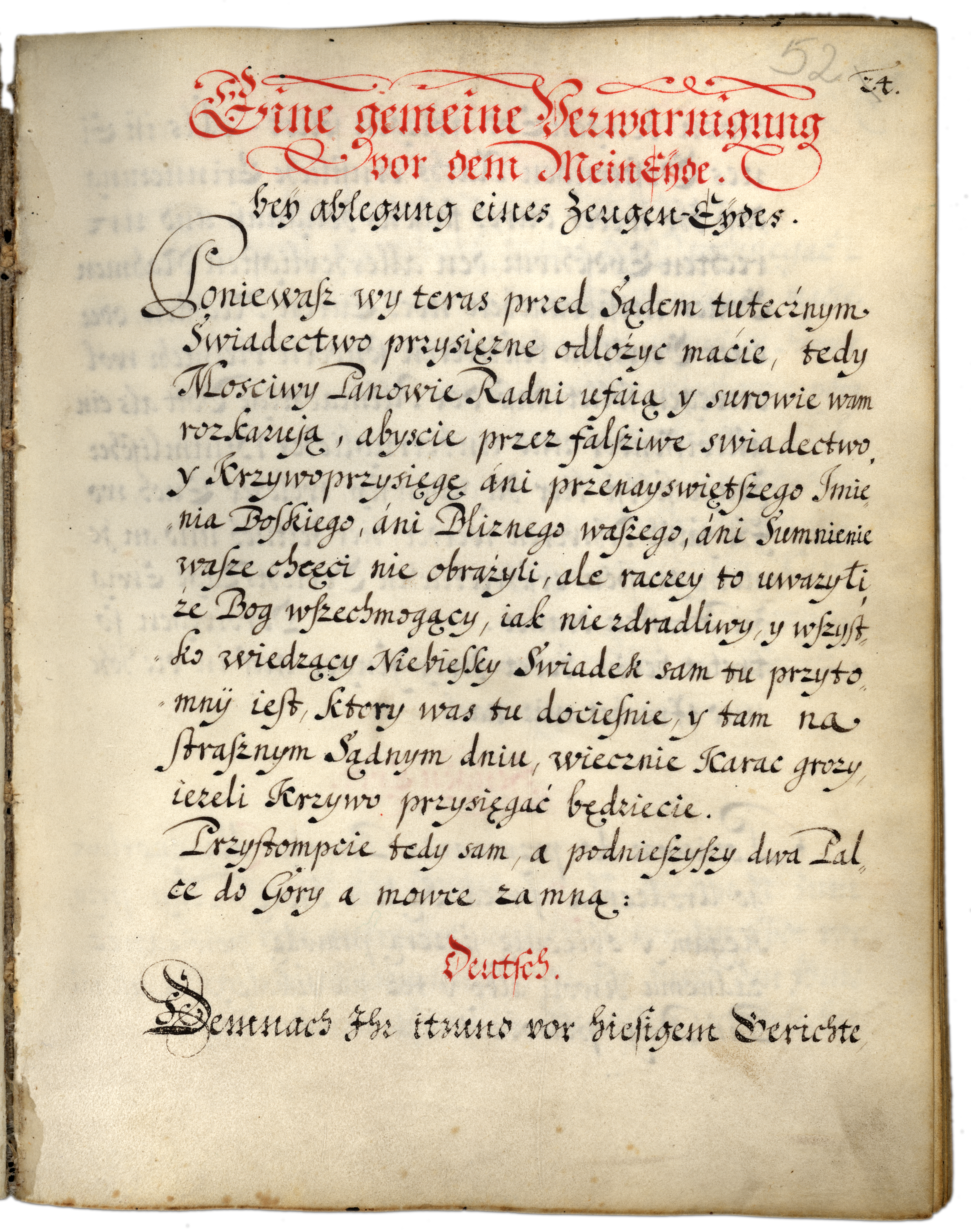
Tekst polskiej roty sądowej spisanej w 1702 roku we Wrocławiu

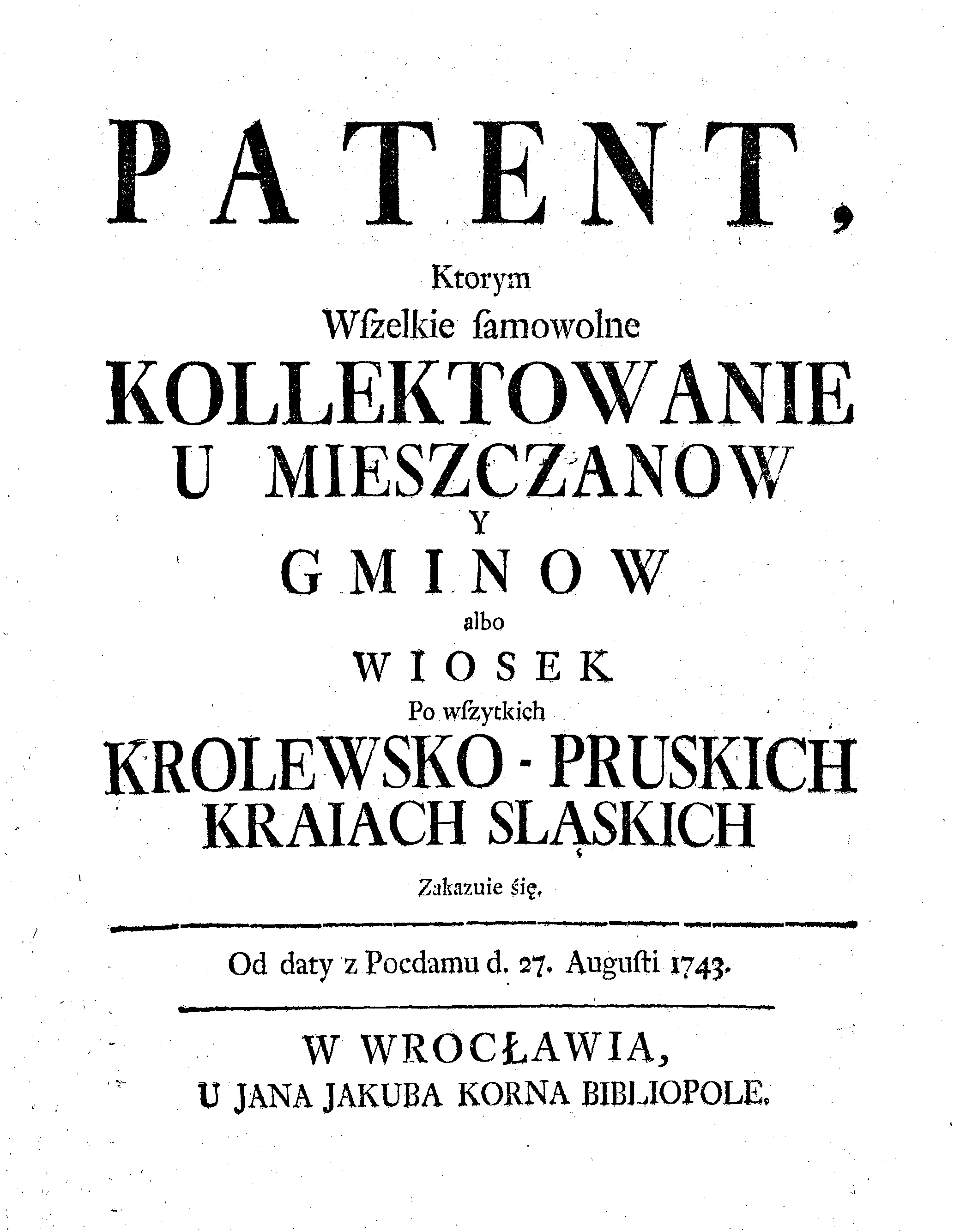
Pruski patent wydany po polsku w 1743 roku po zakończonej I wojnie śląskiej we Wrocławiu, w którym Fryderyk II Wielki zakazuje samowolnych zebrań mieszkańców Śląska

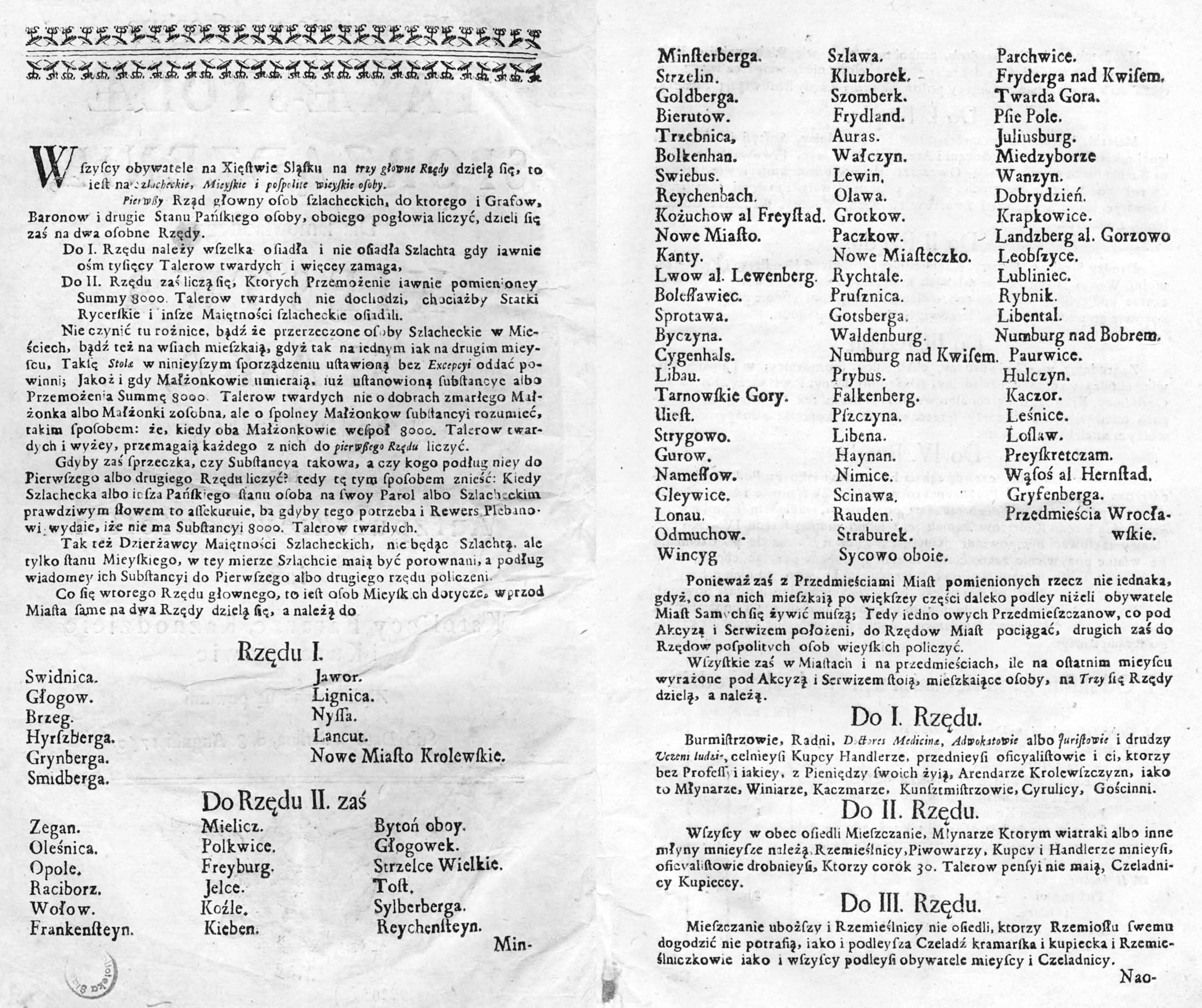
Polskie nazwy śląskich miejscowości w urzędowym pruskim dokumencie z 1750 wydanym w języku polskim w Berlinie po II wojnie śląskiej

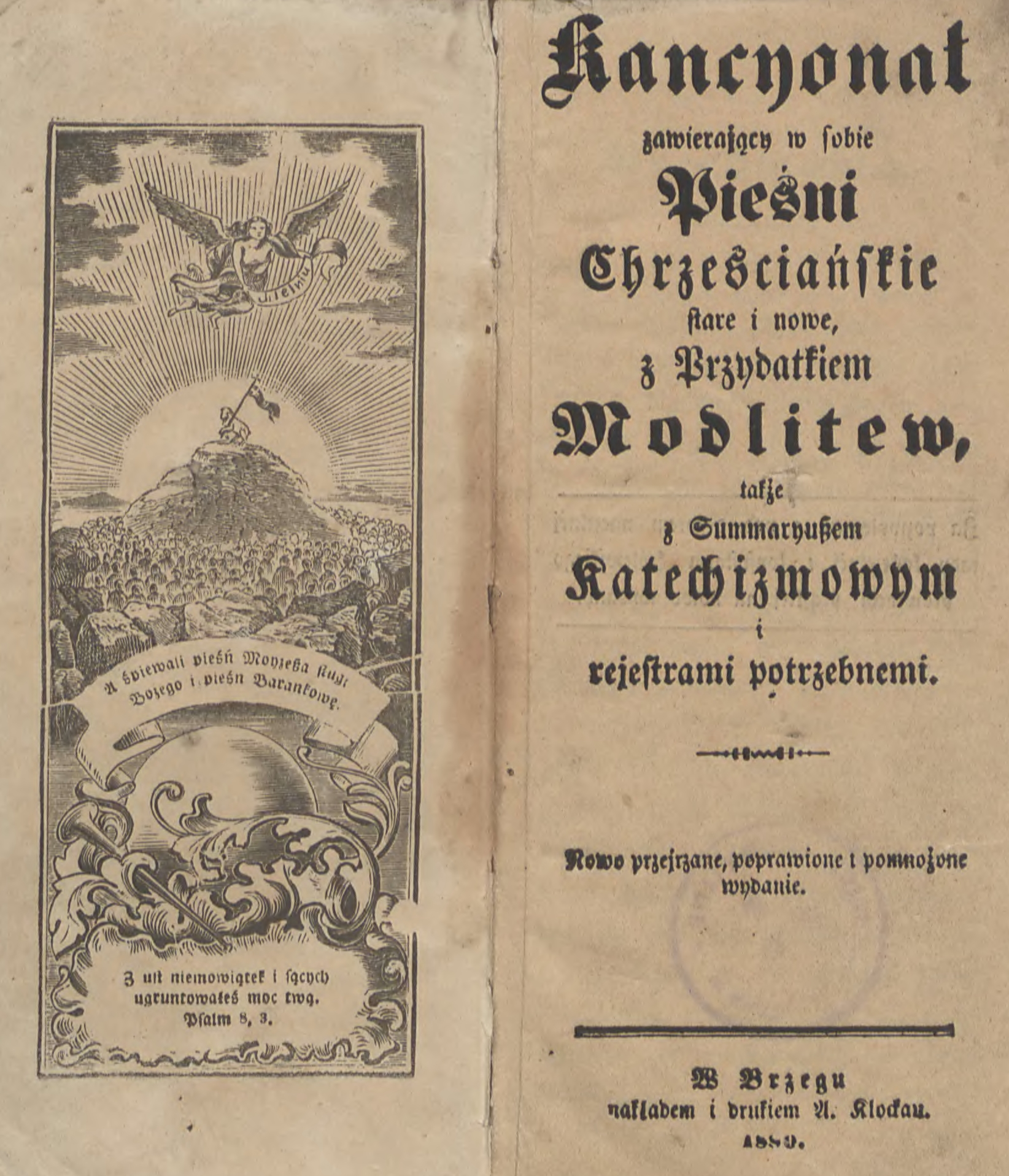
Kancjonał brzeski wydany w 1859 roku przez Roberta Fiedlera w języku polskim w Brzegu

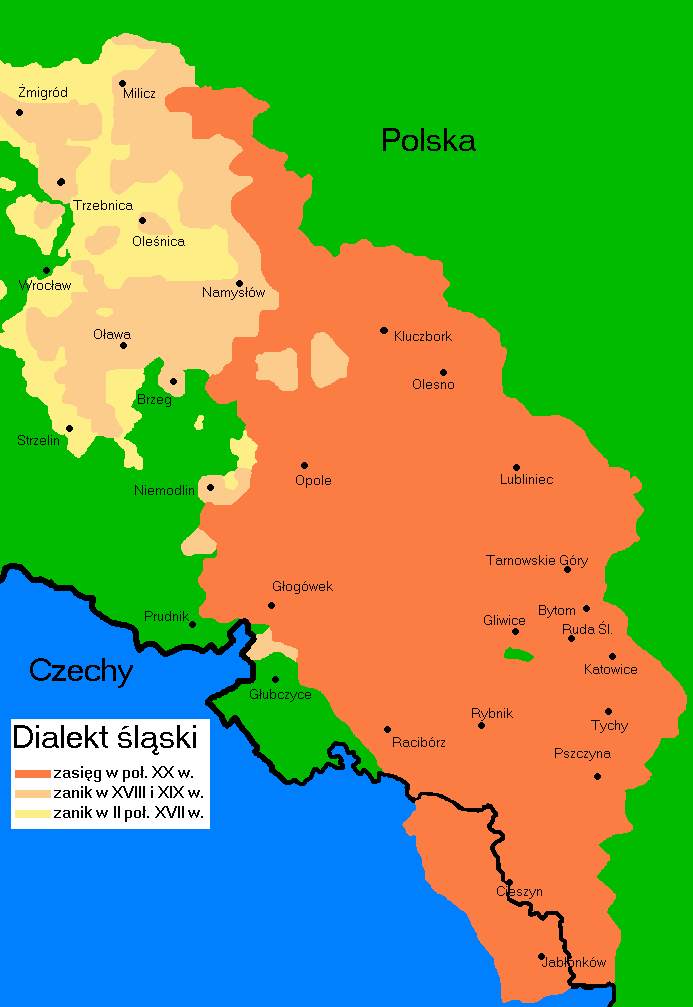
Zmiana zasięgu występowania języka polskiego na Dolnym i Górnym Śląsku w okresie panowanie pruskiego i niemieckiego

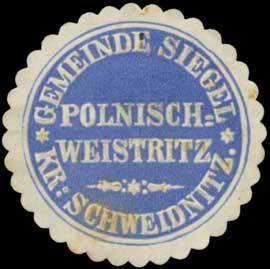
Pieczęć gminna Bystrzycy Dolnej z 1850 roku z nazwą Polnisch Weistritz

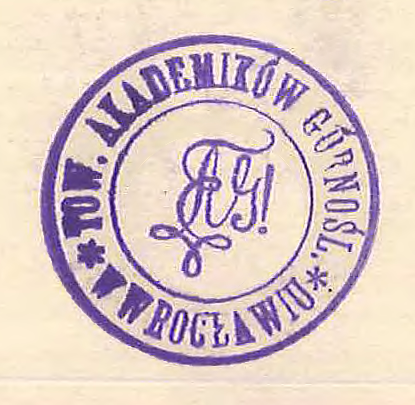
Pieczęć Towarzystwa Akademików Górnoślązaków we Wrocławiu (1892–1899)

W połowie wieku XVIII doszło do trzech wojen o Śląsk pomiędzy Prusami oraz Austrią w wyniku, których Wrocław wraz z większością Śląska dostał się pod panowanie Prusaków. Nowa administracja przystąpiła do zorganizowanego rugowania języka polskiego z przestrzeni publicznej. Fryderyk II Wielki wydał kilka zarządzeń germanizacyjnych, starając się wymusić na administracji państwowej i kościelnej zaprzestanie używania języka polskiego.
Jeden z pierwszych dekretów Fryderyka Wielkiego po całkowitym przejęciu władzy na Śląsku wystawiony został 8 czerwca 1764 roku we Wrocławiu i był skierowany przeciwko językowi polskiemu. Nakazał on wprowadzenie języka niemieckiego jako języka urzędowego oraz zakazywał zatrudnienia w szkołach nauczycieli nieposługujących się językiem niemieckim. Zabroniono również pod karą grzywny wynoszącą 10 talarów każdemu dominium zatrudnianie kogokolwiek bez znajomości języka niemieckiego do pracy oraz służby w folwarku, a nawet zakazywano urzędnikom udzielania zgody na śluby, jeżeli nowożeńcy nie nauczą się mówić po niemiecku. Wprowadzono restrykcje w używaniu języka polskiego we wszystkich szkołach i urzędach. Radcom ziemiańskim powiatów wrocławskiego, brzeskiego, niemodlińskiego, oławskiego, grodkowskiego, nyskiego, średzkiego, trzebnickiego, oleśnickiego, namysłowskiego, kluczborskiego i sycowskiego Fryderyk oznajmiał:
„(...) Ponieważ usilnie pragniemy, aby w tych okolicach i miejscowościach, gdzie poddani władają tylko językiem polskim, język niemiecki coraz więcej się rozpowszechniał, wobec czego polskim proboszczom polecono w przeciągu roku w języku niemieckim się wydoskonalić, ponieważ polscy nauczyciele mają być usunięci, a ich posady objąć ludzie, którzy rozumieją po niemiecku i po polsku i młodzież w języku niemieckim uczyć (...)”
Pruska administracja pomimo wzmożonej polityki germanizacyjnej zmuszona była jednak do używania języka polskiego w komunikacji z poddanymi króla Prus na Śląsku. Zachowało się z tego okresu wiele polskojęzycznych dokumentów i zarządzeń pruskich skierowanych do Ślązaków. Do końca stulecia, w skali całego Śląska, postępy germanizacji były jednak niewielkie. Germanizacja postępowała od zachodu na wschód, a najszybciej germanizowały się miasta, jednak na prowincji i we wsiach dominowała polszczyzna. Urzędowa katolicka relacja kościelna z 1789 roku donosiła o posługiwaniu się językiem polskim przez ludność zamieszkałą pod samym Wrocławiem. W okresie tym wydrukowano także wiele polskojęzycznych elementarzy m.in. Żaganiu w latach 1765 i 1795 polskie elementarze publikował Johann Ignaz Felbiger.
Przymusowa polityka germanizacyjna władz pruskich, zakazy używania języka polskiego oraz szykany administracyjne wobec dolnośląskich Polaków zmieniały etniczny charakter całego Śląska powodując wzrost ludności niemieckojęzycznej. Pod koniec wieku XVIII i w całym wieku XIX rozwijający się niemiecki nacjonalizm zaczął kwestionować obecność Polaków na Śląsku. Budziło to kontrowersje wśród Wrocławian oraz protesty. W broszurze wydanej w 1791 roku we Wrocławiu pastor J. W. Pohl pisze:
„Jakimże jest język tuziemczy na Śląsku? Niemiecki przecież chyba nie? Po znaczącym nazwaniu miast i wsi w danym kraju rozpoznaje się przecież bez wątpliwości, jakim był powszechny język gdy je budowano. Co znaczy Glogau, Bunzlau, Wohlau, Jauer, Breslau, Brieg po niemiecku? W języku polskim natomiast wszystko to ma swoje znaczenie! Czy fałszywy jest wniosek, iż gdy miasta te budowano, język polski był na Śląsku językiem regionalnym? Czy nie można by z większymi pozorami uprawnienia czynić zarzuty Dolnoślązakowi za jego język niemiecki, niż czyni się to Górnoślązakowi z powodu jego języka polskiego? Tak wiele ignorancji wykazują wasi agitatorzy, którzy was tak głośno łają. To, co ganią, godne jest chwalenia. Doprawdy, godny pożałowania jest naród, z którego się szydzi z powodu jego języka ojczystego, którego przecież nie zawinił, i to przez ludzi, którym brakuje wszystkiego, by móc orzekać prawdziwie i rzetelnie.”
5 grudnia 1844 roku w obronie języka polskiego na Śląsku wystąpił pastor ewangelicko-augsburski Robert Fiedler, domagając się przywrócenia w kościele protestanckim nabożeństw w języku polskim, które zostały zniesione odgórną decyzją administracyjną władz pruskich. Zabrał w tej sprawie głos, wysyłając petycję do synodu we Wrocławiu, w której postulował:
„Dobro tych braci moich w Chrystusie szczepu słowiańskiego mając na uwadze wnoszę o większe odtąd uwzględnianie ich potrzeb religijnych i kościelnych, a to pod trojakim względem: 1) co do obsadzenia probostw, 2) co do ścieśnienia nabożeństw, 3) co do opatrzenia szkół (...) Nawet wtenczas kiedy tylko mała część gminy jest polską, nie wolno zaniechać nabożeństwa polskiego ani całkiem jej odejmować sposobności zbudowania się w świątyni pańskiej... Bo jedynie mowa ojczysta przemówić może do serca”. – Robert Fiedler (1810–1877).
Apel Fiedlera został jednak odrzucony przez synod wrocławski i dopiero w 1884 roku na podobne propozycje władze kościelne zareagowały pozytywnie, deklarując po niemiecku „dass polnische Kinder auch fomlich polnischen Unterricht erhalten mochten” (pol. „aby dzieciom polskim także w języku polskim dawano nauki”). W 1844 roku Robert Fiedler wydał również pionierską pracę w języku niemieckim omawiającą miejscową gwarę na Dolnym Śląsku pt. „Bemerkungen uber die Mundart der polnischer Niederschlesier” (pol. Przemyślenia na temat gwary polskich Dolnoślązaków).
Pomimo administracyjnych szykan pruskiej administracji w stolicy Dolnego Śląska powstawały w XIX wieku polskie organizacje społeczne, religijne, naukowe, gospodarcze i kulturalne. W 1816 roku we Wrocławiu powstała jedna z najstarszych polskich korporacji studenckich – Polonia. W 1863 roku Polacy studiujący na Uniwersytecie Wrocławskim założyli również organizację polonijną Towarzystwo Polskich Górnoślązaków. Represje władz pruskich oraz urzędowe szykany doprowadziły do jej rozwiązania w 1877 roku. W 1868 r. powstało w mieście Towarzystwo Przemysłowców Polskich. W 1892 roku wrocławscy studenci z Górnego Śląska założyli kolejną organizację Towarzystwo Akademików Górnoślązaków powołaną przez Michała Przywarę z Polskiej Nowej Wsi oraz Karola Myśliwca ze Sprzęcic. Członkiem tego stowarzyszenia było wielu polonijnych działaczy na Górnym Śląsku jak Wojciech Korfanty, Józef Jagło, Franciszek Długosz, Mateusz Bielok oraz Jan Brandys. Towarzystwo podzieliło los wielu innych polskich organizacji na Śląsku i zostało rozwiązane odgórną decyzją administracyjną w 1899 roku.
Ludność polska zorganizowana była w licznych stowarzyszeniach, do największych należały działające w latach 1868–1920 Towarzystwo Przemysłowców Polskich i utworzony w 1894 r. wrocławski oddział Polskiego Towarzystwa Gimnastycznego „Sokół”. Polskie stowarzyszenia prowadziły kursy języka polskiego, działały też przy większości z nich polskie biblioteki. Zajęcia w języku polskim prowadziły natomiast gimnazja św. Elżbiety i św. Macieja. Życie religijne organizowało się przeważnie wokół kościołów św. Wojciecha oraz św. Krzyża.
Ludność polska z Dolnego Śląska była zaangażowana w działalność niepodległościową. Gdy wybuchło powstanie styczniowe, wzięli w nim udział także wrocławianie, w tym kilkudziesięciu studentów, z których dwunastu poległo. Przez Wrocław sprowadzane były również transporty broni dla powstańców, mimo starań administracji pruskiej, która usiłowała przecinać szlaki zaopatrzeniowe. Powstanie cieszyło się nawet sympatią ludności niemieckiej, której przedstawiciele brali w nim udział. Popularnością we Wrocławiu cieszył się także jeden z dyktatorów powstania, gen. Marian Langiewicz, którego fotografie chętnie kupowano.
Emigracja z całości terenów śląskich i wysoki przyrost naturalny wśród polskiej ludności na Górnym Śląsku spowodowały w drugiej połowie XIX w. utrzymanie odsetka ludności polskojęzycznej w całej prowincji śląskiej na poziomie 24%, jednak na Dolnym Śląsku społeczności polskie żyły już tylko w nielicznych enklawach, głównie w powiecie sycowskim. Niemiecka ludność nazywała autochtonicznych Polaków mieszkających na Dolnym Śląsku Wasserpolen. W 1852 roku jeden z niemieckich publicystów opisał okolicznych chłopów z podwrocławskich wsi, którzy przyjeżdżali handlować na wrocławskim rynku płodami rolnymi i innymi surowcami: „Są to głównie Wasserpolacken, którzy na trzęsących się wózkach przywożą deski, drzewo, węgiel i zboże.”.
Industrializacja i urbanizacja w XIX w. spowodowały spadek udziału języka polskiego w życiu ludności śląskiej. Ludności polskiej ubywało, m.in. samym Wrocławiu, chociaż język polski pozostawał dominujący wśród mieszkańców wsi powiatów oławskiego, sycowskiego i wrocławskiego.
W drugiej połowie XIX wieku miał miejsce znaczący napływ Polaków z warstw robotniczych i rzemieślniczych z Wielkopolski, Pomorza i Górnego Śląska. W obserwacji z 1895 r. jeden z niemieckich publicystów zaznaczył, że robotnicy, posługacze i służące są w największej części Polakami. Na początku XX w. zaczęły się w tym regionie osiedlać rodziny inteligenckie, m.in. prof. Władysław Nehring, który był rektorem Uniwersytetu Wrocławskiego w latach 1893–1894. Wówczas mieszkało we Wrocławiu ok. 20.000–40.000 Polaków, a łącznie na terenie Dolnego Śląska liczebność polskiej społeczności wynosiła ok. 100.000 ludzi.

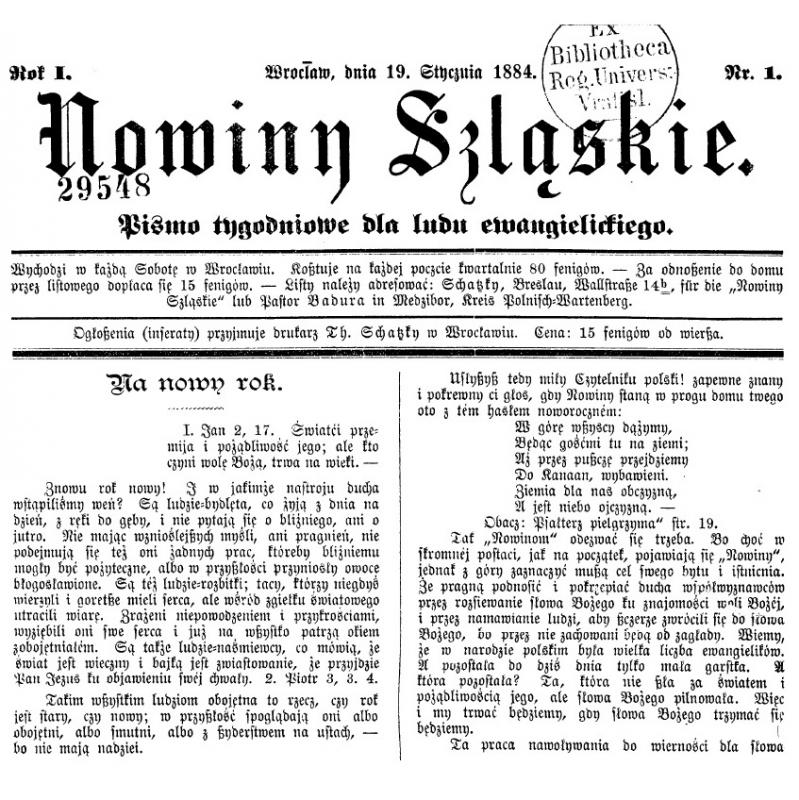
Polskojęzyczny tygodnik luterański „Nowiny Szląskie” wydawany od 1884 roku we Wrocławiu

19 stycznia 1884 ukazał się we Wrocławiu pierwszy numer polskojęzycznego tygodnika pt. Nowiny Szląskie, który wydawany był do roku 1888 przez Jerzego Badurę.
23 października 1892 roku wrocławscy robotnicy polskiego pochodzenia założyli Towarzystwo Socyalistów Polskich we Wrocławiu, którego pierwszym przewodniczącym został Wojciech Głąb. Organizacja istniała kilka lat, a w 1906 r. została reaktywowana – początkowo pod dawną nazwą, a następnie jako Polskie Towarzystwo Socjalno-Demokratyczne we Wrocławiu. W 1907 r. organizacja uległa rozwiązaniu, ulegając liczniejszemu PPS Zaboru Pruskiego.

### Relacje nt. przejawów polskości w XIX w.

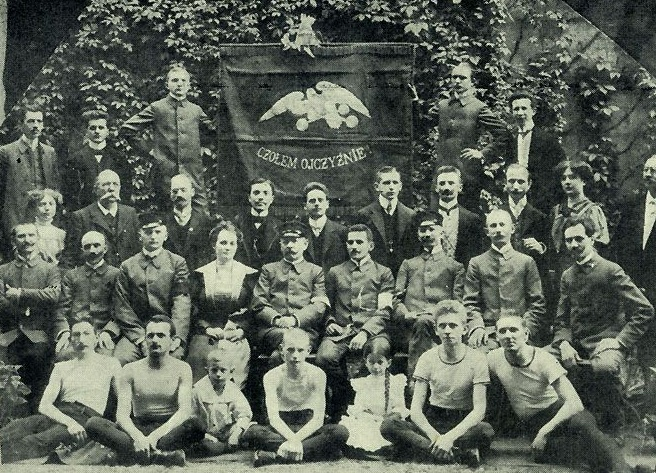
Członkowie Towarzystwa Gimnastycznego „Sokół” we Wrocławiu założonego w 1894 roku – zdjęcie z 1910 roku

W 1803 roku Charlotte Stein, przyjaciółka Johanna Wolfganga Goethego, spotkała na polach pod wsią Muchobór (obecnie Muchobór Wielki – dzielnica Wrocławia) dziewczęta śpiewające polskie pieśni. Obecność polskojęzycznej społeczności mieszkającej we Wrocławiu oraz jego najbliższych okolicach potwierdzają relacje polskich podróżników, którzy odwiedzali Dolny Śląsk w XIX wieku. Hugo Kołłątaj przejeżdżający przez Śląsk w 1806 roku zanotował:
„W mieście Wrocławiu, które jest stolicą tego kraju mowa niemiecka i polska są wspólne mieszkańcom tak dalece, że nabożeństwa i kazania odprawia się w obu językach dla wszystkich wyznań.”.
Germanizacja objęła początkowo śląskie miasta oraz warstwy uprzywilejowane, jednak liczne wsie na prowincji Dolnego Śląska pozostawały jeszcze w latach 1830. polskie. Jerzy Samuel Bandtkie w „Wiadomościach o języku polskim w Szląsku i o polskich Szlązakach” z 1821 r. pisał:
„Stolica Śląska ma wiele mieszkańców polskich, bo już o 1,5 mili od Wrocławia są wsie, gdzie lud mówi po polsku, a o 2 lub 3 całe parafie nad Odrą polskie” .
Niemieckojęzyczna ludność Wrocławia jeszcze w XIX wieku prawobrzeżną część miasta na wschodnim brzegu Odry nazywała „Polnische Seite” (pol. Polską Stroną). Proces germanizacji ludności Śląska potwierdzał w swej relacji z podróży do Wrocławia z roku 1860 Józef Ignacy Kraszewski:
„(...) germanizacja do dziś dnia nie potrafiła w nim zatrzeć śladów dawnego, słowiańskiego pochodzenia. Wrocław jest, już można powiedzieć, półpolskim miastem, część jego za Odrą, przy Tumie, nawet dotąd polską się zowie i u wrót stolicy Śląska już mowę naszą posłyszeć możemy”
W 1863 roku niemiecki etnograf i regionalista Julius Roger w swojej pracy „Pieśni Ludu Polskiego w Górnym Szląsku” wydanej we Wrocławiu zebrał szereg polskich pieśni ludowych z Dolnego i Górnego Śląska. W zbiorze obok innych ludowych piosenek zanotował również w dialekcie dolnośląskim wrocławską piosenkę „We Wrocławiu na rynecku” , a także z innych miast i regionów Dolnego Śląska np. z Oławy oraz Międzyborza .
W 1896 roku w naukowej pracy dotyczącej Śląska niemiecki geograf Joseph Partsch potwierdził istnienie zwartych społeczności polskich na Dolnym Śląsku w okolicach Wrocławia:
„(...) trudno zrozumieć, jak mogło się zdarzyć, że na zachodniej stronie rzeki Odry, w dystrykcie Oława i w sąsiedztwie części dystryktu Wrocław i Strzelin mogło przetrwać całkowicie zwarte terytorium mówiących po polsku mieszkańców, które zawiera w sobie wiele ważnych dróg i które rozciąga się na wszystkie strony od wielkiego centrum transportowego jakim jest Wrocław (...)”

### Dwudziestolecie międzywojenne
Po odzyskaniu niepodległości przez Polskę wielu wrocławskich Polaków wyjechało do nowego państwa, mimo to we Wrocławiu działały nadal polska szkoła, drużyny harcerskie i prasa. Powstał też konsulat RP we Wrocławiu, który otwarto w maju 1920 roku. W 1920 roku pruskie władze odgórnym zarządzeniem administracyjnym rozwiązały Towarzystwo Gimnastyczne „Sokół” we Wrocławiu zakazując jego działalności. W 1923 roku działalność rozpoczął wrocławski oddział Związku Polaków w Niemczech, którego kierownikiem aż do sierpnia 1939 roku był Franciszek Juszczak.
W okresie międzywojennym we Wrocławiu Polacy stanowili grupę około 3000–5000 osób, przy czym z każdym rokiem ich liczebność malała. W tym okresie byli to głównie robotnicy i rzemieślnicy, ponieważ inteligencja wyjechała do Polski. Na terenie całego Dolnego Śląska Polska szacowała liczbę ludności polskiej na ok. 60 tysięcy.
Po 1919 r. administracja kościelna przydzieliła Polakom kościół św. Anny przy ul. św. Jadwigi, a dwa lata później przeniesiono msze dla Polaków do kościoła św. Marcina.
W okresie powstań na Górnym Śląsku wrocławscy Polacy byli obiektem ataków niemieckiej propagandy, która m.in. wskazywała na biedę panującą w Polsce, która zmuszała Polaków do emigrowania na niemieckie tereny. 22 lipca 1920 r. niemieccy bojówkarze napadli na uczestników polskiego wiecu na rzecz polskości obszaru plebiscytowego na Górnym Śląsku. 26 sierpnia doszło do zdemolowania przez Niemców konsulatu, szkółki polskiej, biblioteki oraz mieszkań polskich rodzin przy ul. Nowej. Działania niemieckiej policji w tym czasie były opieszałe i nie służyły wykrywaniu sprawców napadów.
Powstanie państwa polskiego stworzyło wśród większości niemieckiej we Wrocławiu trwałą niechęć do polskości, co zmusiło społeczność polską do ograniczenia publicznej aktywności w obawie o bezpieczeństwo swoich członków. Na przełomie 1926/27 r. we Wrocławiu powstał regionalny oddział Związku Harcerstwa Polskiego w Niemczech, nazwany Oddziałem Harcerzy we Wrocławiu, a przemianowany wkrótce na Męską Drużynę Harcerską im. Bolesława Chrobrego we Wrocławiu . W listopadzie 1928 r. na jednym piętrze kamienicy przy obecnej ulicy Henryka Brodatego nr 21/22 powstał Dom Polski, który stał się centrum działalności Polaków we Wrocławiu. Przeniesiono tam wiele organizacji Polonii wrocławskiej: szkółkę, bibliotekę i czytelnię, Towarzystwo Śpiewu Harmonia, drużynę harcerską, zespół teatralny, Związek Akademików Górnoślązaków Silesia Superior. Odbywały się tam również różne uroczystości, spotkania świąteczne Polonii, wykłady. W listopadzie 1938 r. Dom Polski przeniesiono do kupionej przez berliński Bank Słowiański kamienicy przy ul Podwale.
Po dojściu do władzy nazistów w 1933 roku wzmogły się represje na Polakach w całych Niemczech, co spowodowało dalszy spadek aktywności wrocławskiej Polonii. W dalszym ciągu jednak aktywni byli działacze Związku Polaków w Niemczech.

### II wojna światowa

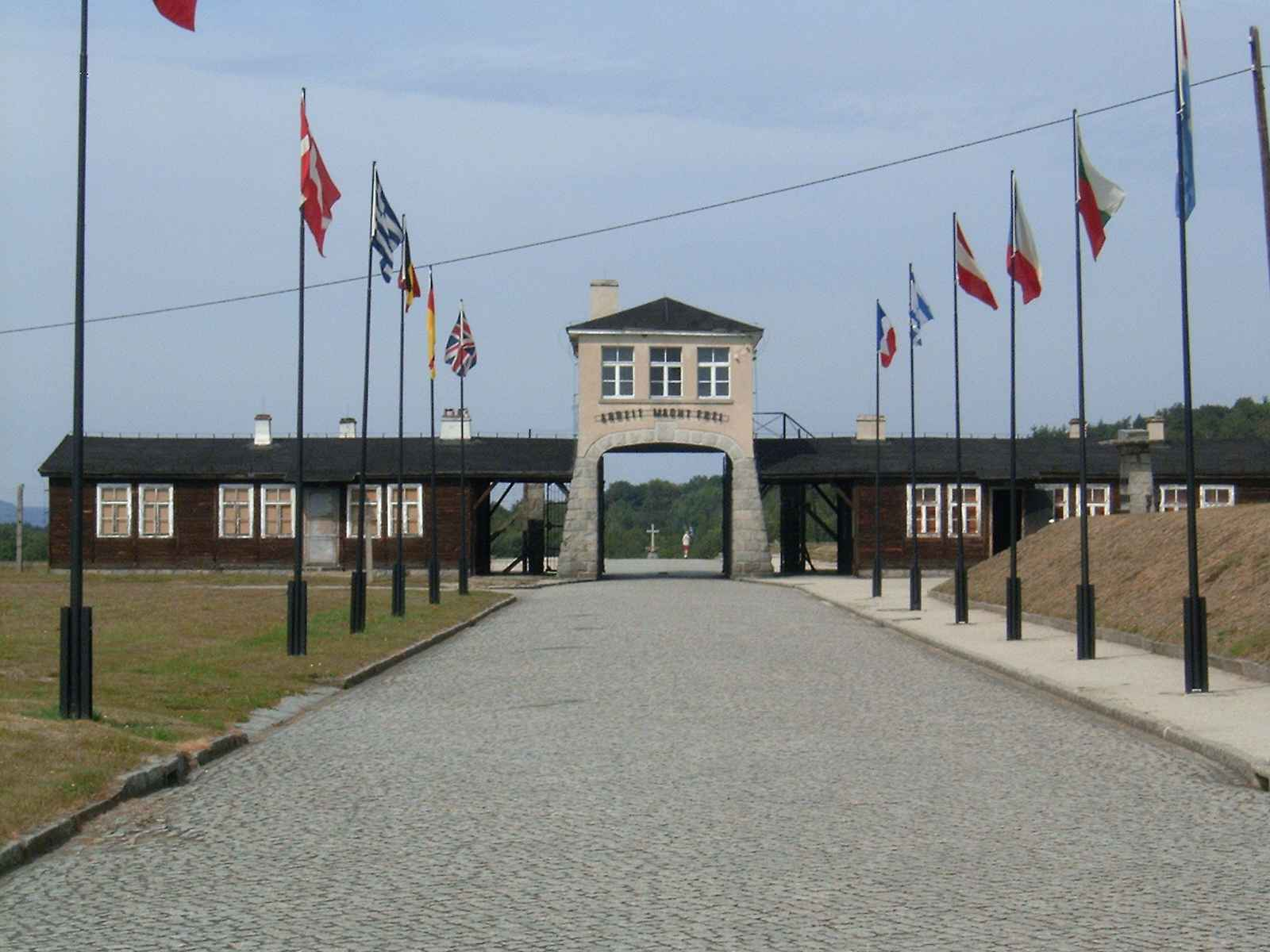
Brama wejściowa do obozu koncentracyjnego Gross-Rosen koło Rogoźnicy (stan obecny)

Prześladowania Polaków na Dolnym Śląsku rozpoczęły się jeszcze przed wybuchem wojny. W czerwcu 1939 r. władze usunęły z Uniwersytetu Wrocławskiego polskich studentów, zamknięto polską bursę przy ul. Kościuszki i Dom Polski przy ul. Podwale (wcześniej przy ul. Niedzielskiego). 17 września 1939 r. odbyło się ostatnie polskie nabożeństwo, po czym polski kościół został zamknięty na polecenie władz. Wkrótce potem wielu Polaków z Wrocławia zostało aresztowanych i zesłanych do obozów koncentracyjnych lub przymusowo wcielonych do Wehrmachtu.
W czasie II wojny światowej niemieccy naziści z przyczyn politycznych zamordowali wielu przedstawicieli mniejszości polskiej na Dolnym Śląsku. Przykładem może być drużynowy Męskiej Drużyny Harcerskiej im. Bolesława Chrobrego we Wrocławiu oraz działacz Związku Polaków w Niemczech – Władysław Zarembowicz, zamordowany w obozie koncentracyjnym Mauthausen-Gusen.
Do roku 1945 na Dolny Śląsk niemieccy naziści deportowali wielu Polaków z terenów okupowanej Polski wcielonych do III Rzeszy oraz z Generalnego Gubernatorstwa. Trafiali oni jako więźniowie do obozu koncentracyjnego Gross Rosen zlokalizowanego nieopodal wsi Rogoźnica. Wykorzystywano ich jako siłę roboczą w kamieniołomach oraz przemyśle wojennym. Oprócz tego więźniowie polityczni umieszczani byli również w zakładach karnych i więzieniach zlokalizowanych w dolnośląskich miejscowościach. Przykładem może być Władysław Planetorz, działacz Związku Harcerstwa Polskiego w Niemczech, którego przed wysłaniem do obozów koncentracyjnych Auschwitz i Mauthausen-Gusen umieszczono w więzieniach w Brzegu, Wrocławiu i Jaworze.
Dużą grupę Polaków przywieziono w celu pracy niewolniczej w niemieckim przemyśle. Szacuje się, że do końca II wojny światowej Niemcy przywieźli na tereny Dolnego Śląska około 100 tysięcy Polaków w charakterze robotników przymusowych.

### Po II wojnie światowej
Po II wojnie światowej ludność niemiecka została wysiedlona i zastąpiona repatriantami z Polski, w tym z utraconych przez Polskę Kresów Wschodnich. Jednocześnie we Wrocławiu pozostała niewielka społeczność niemiecka. Nastąpiła także „Deteutonizacja” nazw geograficznych.
W 2019 roku zmarła Elżbieta Neumann, ostatnia przedstawicielka przedwojennej Polonii w niemieckim Breslau.